# Учасники російсько-української війни Б
Учасники російсько-української війни, прізвища яких починаються з літери Б:

## Баб— Бан
1. Бабак Владислав Миколайович
2. Бабак Дмитро Вікторович
3. Бабан Віталій Юрійович
4. Бабанін Володимир Олександрович
5. Бабаян Ігор Георгійович
6. Бабенко Артем Миколайович
7. Бабенко Борис Вікторович
8. Бабенко Віктор Володимирович
9. Бабенко Володимир Миколайович
10. Бабенко Всеволод Васильович
11. Бабенко Олександр Володимирович
12. Бабенко Олександр Володимирович
13. Бабенко Сергій Миколайович
14. Бабенко Сергій Павлович
15. Бабич Артем Юрійович
16. Бабич Віктор Вікторович
17. Бабич Володимир Костянтинович
18. Бабич Володимир Леонідович
19. Бабич Іван Іванович
20. Бабич Ігор Сергійович
21. Бабич Костянтин Іванович
22. Бабич Микола Вячеславович
23. Бабич Олександр Володимирович
24. Бабич Олексій Олександрович
25. Бабич Павло Петрович
26. Бабич Роман Васильович
27. Бабич Сергій Іванович
28. Бабишен Олександр Васильович
29. Бабівський Руслан Геннадійович
30. Бабій Віталій Володимирович
31. Бабій Денис Олександрович
32. Бабій Іван Іванович
33. Бабій Олег Анатолійович
34. Бабій Олег Іванович
35. Бабій Олександр Васильович
36. Бабій Руслан Іванович[1]
37. Бабійчук Андрій Олександрович
38. Бабійчук Олександр Олександрович
39. Бабінський Андрій Валерійович
40. Бабінчук Ігор Васильович
41. Бабіч Гліб Валерійович
42. Бабіч Іван Павлович
43. Бабіч Ігор Дмитрович
44. Бабіч Олександр Дмитрович
45. Бабіч Петро Миколайович
46. Бабічев Сергій Ігорович
47. Бабкевич Олег Іванович
48. Бабкін Владислав Станіславович
49. Бабкін Едуард Вікторович
50. Бабкін Кирило Олегович[2]
51. Бабкіна Карина Євгенівна
52. Бабкіна Ольга Вікторівна
53. Бабко Микола Григорович
54. Бабський Сергій Олександрович
55. Бабчук Сергій Анатолійович
56. Бабюк Віктор Борисович
57. Бабюк Віктор Ярославович
58. Баб'як Володимир Степанович
59. Баб'як Любомир Степанович
60. Багаєв Роман Сергійович
61. Багінський Артем Григорович
62. Багінський Юзеф Русланович
63. Багіров Ільгар Салехович
64. Баглай Сергій Михайлович
65. Баглик Руслан Євгенович
66. Багнюк Андрій Олександрович
67. Багнюк Ігор Юрійович
68. Багнюк Олександр Олександрович
69. Багнюк Сергій Каленикович
70. Бадах Павло Миколайович
71. Бадик Сергій Валентинович[3]
72. Бадик Євген Ігорович
73. Бадіка Денис Михайлович
74. Бадіченко Станіслав Сергійович
75. Баєв Кирило Андрійович
76. Бажан Олег Миколайович
77. Бажура Дмитро Віталійович
78. Базай Олег Васильович
79. Базалей Сергій Миколайович
80. Базаренко Іван Сергійович
81. Базарний Олександр Семенович
82. Базелюк Ігор Анатолійович
83. Базга Юрій Олександрович
84. Базовський Олександр Миколайович
85. Базюк Костянтин Миколайович
86. Базюкевич Дмитро Васильович
87. Бай Іван Іванович
88. Бай Олексій Михайлович
89. Бай Сергій Вікторович
90. Байгота Валерій Олександрович
91. Байда Михайло Олександрович
92. Байда Олександр Сергійович
93. Байдюк Володимир Іванович
94. Байкенич Юрій Степанович
95. Байненков Борис Михайлович
96. Байраченко Вадим Олександрович
97. Байрачний Артем[4]
98. Бакал Анатолій Іванович
99. Бакка Олексій Вікторович
100. Баклан Сергій Олександрович
101. Бакланова Алєся Олександрівна
102. Бакликов Олександр Миколайович
103. Бакулін Олександр Олександрович
104. Бакульманов Олег Васильович
105. Бакуменко Володимир Петрович
106. Бакун Андрій Васильович
107. Бакун Олександр Миколайович
108. Бакунов Євген Валерійович
109. Балаба Роман Володимирович
110. Балабоскін Ігор Васильович
111. Балабуха Дмитро Анатолійович
112. Балагланов Павло Юрійович
113. Балагура Володимир Лаврентійович
114. Балак Володимир Олексійович
115. Балакшей Микола Миколайович
116. Баламутовський Сергій Анатолійович
117. Балан Віктор Васильович
118. Баланецький Олександр Дмитрович
119. Баланов Микола Миколайович
120. Балановський Володимир Вікторович
121. Баланчук Олексій Олександрович
122. Баланчук Сергій Олександрович
123. Балашов Сергій Сергійович
124. Балда Ігор Іванович
125. Балла Янош Ласлович
126. Баличев Сергій Васильович
127. Баличев Юрій Миколайович
128. Баличева Наталія Федорівна
129. Балишов Андрій Геннадійович
130. Балко Іван Володимирович
131. Балмагія Ігор Сергійович
132. Балов Павло Олександрович
133. Балог Василь Васильович
134. Балог Федір Калманович
135. Балога Петро Іванович
136. Балсан Леонід Володимирович
137. Балтага Костянтин Васильович
138. Балтян Павло Володимирович
139. Балух Олександр Сергійович
140. Балюк Вадим Володимирович
141. Балюк Михайло Борисович
142. Баляс Олег Миколайович
143. Бальзан Ростислав Михайлович
144. Банас Юрій Олександрович
145. Банах Ігор Юрійович
146. Банацький Анатолій Фотійович
147. Бандар Владислав Юрійович
148. Бандурко Віталій Вікторович
149. Бандурченко Олег Станіславович
150. Баніт Богдан Олегович
151. Банк Іван Андрійович
152. Банник Артем Валерійович

## Бар— Бен
1. Барабанюк Сергій Анатолійович
2. Барабаш Станіслав Григорович
3. Баран Ігор Олегович[5]
4. Баран Мирослав Богданович
5. Баран Сергій Петрович
6. Баран Тарас Миколайович
7. Баран Юрій Миколайович
8. Барандич Володимир Юрійович
9. Баранецький Руслан Федорович
10. Баранич Іван Васильович
11. Бараннік Дмитро Олександрович
12. Баранов Віталій Анатолійович
13. Баранов Максим Володимирович
14. Баранов Микола Володимирович
15. Баранов Роман Олександрович
16. Баранов Сергій Миколайович
17. Баранов-Орел Сергій Анатолійович
18. Барановський Василь Володимирович
19. Барановський В'ячеслав Миколайович
20. Барановський Сергій Анатолійович
21. Барановський Сергій Петрович
22. Барановський Ярослав Миколайович
23. Барасюк Андрій Васильович
24. Баранченко Сергій Юрійович
25. Баранюк Володимир Анатолійович
26. Барбашов Костянтин Олексійович
27. Барбух Петро Петрович
28. Барвін Дмитро Володимирович
29. Барвінок Роман Юрійович
30. Баргилевич Анатолій Владиславович
31. Барда Богдан Сергійович
32. Бардадим Павло Сергійович
33. Бардаков Максим Володимирович
34. Бардаков Павло Олексійович
35. Бардалим Олександр Володимирович
36. Бардась Сергій Миколайович
37. Бардиш Володимир Володимирович
38. Бардюка Валерій Віталійович
39. Барзух Іван Анатолійович[6]
40. Барилко Валерій Леонідович
41. Барилюк Юрій Авксентійович
42. Барилюк Валентин Вікторович
43. Бариш Олександр Вікторович[7]
44. Баришев Євген Олександрович
45. Баришев Іван Олексійович
46. Баришніков Тарас Борисович
47. Баркатов Олег Ігорович
48. Барков Петро Вікторович
49. Барковський Андрій Дмитрович
50. Барна Віктор Васильович
51. Барна Олег Степанович
52. Барнас Ігор Павлович
53. Барнич Сергій Михайлович
54. Барньов Анатолій Олександрович
55. Бароліс Ян Володимирович
56. Баротов Тимур Хікматуллович
57. Барсуков Андрій Юрійович
58. Барсуков Олексій Володимирович
59. Барсуков Сергій Ігорович
60. Барський Андрій Ігорович
61. Бартков Антон[8]
62. Барський Олег Миколайович
63. Барський Олександр Петрович
64. Бартош Віталій Валерійович
65. Барчук Анатолій Васильович
66. Барчук Володимир Васильович
67. Бартощук Сергій Володимирович
68. Батовський Дмитро Михайлович
69. Барщик Іван Васильович
70. Бас Іван Михайлович
71. Бас Павло Іванович
72. Басак Олександр Олександрович
73. Басалига Олександр Олександрович
74. Басараба Ілля Олександрович
75. Басистюк Дмитро Вікторович
76. Басич Іван Васильович
77. Басов Дмитро Юрійович
78. Басістий Сергій Іванович
79. Басюк Юрій Андрійович
80. Батенко Олександр Іванович
81. Батіг Михайло Васильович
82. Батог Яр Костянтинович[9]
83. Батрак Дмитро Денисович
84. Батраченко Руслан Володимирович
85. Батурін Олександр Валентинович
86. Батюк Валентин Євгенович
87. Батяшов Сергій Олександрович
88. Баула Сергій Миколайович
89. Баутін Микола Миколайович
90. Бахаровський Олександр Олександрович
91. Бахмач Володимир Степанович
92. Бахмат Віталій Григорович
93. Бахтов Андрій Григорович
94. Бахур Віталій Володимирович
95. Бахчиванжи Володимир Ілліч
96. Бахшиєв Роман Балага-огли
97. Бацко Юрій Сергійович
98. Бацько Антон Андрійович
99. Бачинський Олександр Сергійович
100. Бачинський Петро Миколайович
101. Бачинський Юрій Петрович
102. Бачков Віталій Валентинович
103. Бачурський Олександр Георгійович
104. Башев Олексій Сергійович
105. Башинський Роман Сергійович
106. Баширов Тахір Тахірович
107. Башкінцев Дмитро Олексійович
108. Башняк Роман Васильович
109. Бевз Василь[10]
110. Бевз Роман Миколайович
111. Бевза Вадим Анатолійович
112. Бевзенко Іван Валентинович
113. Бевзюк Андрій Олександрович
114. Бегма Костянтин Олександрович
115. Бедзай Ігор Володимирович
116. Бедик Микола-Володимир Степанович
117. Бедрій Сергій Леонтійович
118. Беженар Дмитро Олександрович[11]
119. Беженар Олег Васильович
120. Безбородов Артем Олегович
121. Безборотько Володимир Ярославович
122. Безверхий Владислав Юрійович
123. Безверхий Олександр Сергійович
124. Безверхий Руслан Романович
125. Безверхній Антон Вікторович
126. Безгубченко Сергій Борисович
127. Бездєнєжних Олександр Володимирович
128. Бездєтний Олег Олегович
129. Бездітко Віталій Володимирович
130. Бездольний Олексій Сергійович
131. Бездух Ігор Богданович
132. Беззуб Іван Романович
133. Беззубенко Руслан Петрович
134. Безкоровайний Юрій Васильович
135. Безкровний Євген Олександрович
136. Безоглюк Ігор Анатолійович
137. Безпалий Дмитро Петрович
138. Безпалий Микола Іванович
139. Безпалько Костянтин Сергійович
140. Безпалько Петро Васильович
141. Безпальцев Олексій[12]
142. Безрідний Руслан Васильович
143. Безрода Анатолій Миколайович
144. Безродний Юрій Анатолійович
145. Безручак Андрій Іванович
146. Безсмертна Олександра Володимирівна
147. Безсмертний Артур Анатолійович
148. Безсмертний Ігор Ігорович
149. Безуглий Дмитро Петрович
150. Безуз Василь Петрович[13]
151. Безчасний Богдан Михайлович
152. Безчасний Костянтин Анатолійович
153. Безщотний Юрій Володимирович
154. Без'язиков Іван Миколайович
155. Бей Віталій Миколайович
156. Бей Сергій[14]
157. Бейнар Ігор Айгарович[7]
158. Бекетов Михайло[15]
159. Белима Микола Григорович
160. Беліменко Костянтин Дмитрович
161. Белінський Артем Сергійович
162. Белічко Дем'ян Іванович
163. Белобусов Анатолій Дмитрович
164. Белозьор Олександр Миколайович
165. Белоненко Михайло Анатолійович
166. Беляєв Андрій Левонтійович
167. Беляєв Дмитро Володимирович
168. Беляєв Сергій Володимирович
169. Беляк Геннадій Йосипович
170. Бельдяга Андрій Федорович
171. Бельман Олексій[16]
172. Бельський Вадим Анатолійович
173. Бендера Володимир Володимирович
174. Бендеров Максим Васильович
175. Бенера Іван Іванович
176. Беньковський Андрій Анатолійович

## Бер— Бік
1. Бербека Андрій Васильович
2. Бердаков Валерій Олексійович
3. Бердес Олександр Миколайович
4. Бердзенішвілі Тенгіз Тенгізович
5. Бердник Віктор Миколайович
6. Бердник Іван Ігорович
7. Бердник Олександр Олегович
8. Бердніченко Олександр Миколайович
9. Бердюгін Віталій Юрійович
10. Бердюгін Павло Ігорович
11. Береговенко Григорій Григорович
12. Береговий Ігор Миколайович
13. Береговий Костянтин Едуардович
14. Береговий Михайло Анатолійович
15. Береговий Сергій Георгійович
16. Берегуля Руслан Олександрович
17. Бережанський Ігор Володимирович
18. Бережанський Олександр Сергійович
19. Бережецький Артур Сергійович
20. Бережко Олексій Володимирович
21. Бережний Андрій Олександрович
22. Бережний Артем Олексійович
23. Бережний Владислав Олегович
24. Бережний Геннадій Анатолійович
25. Бережний Юрій Олександрович
26. Бережок Віталій Вікторович
27. Береза Сергій Станіславович
28. Береза Іван-Віталій Володимирович
29. Береза Олександр Григорович
30. Береза Роман Віталійович
31. Береза Сергій Григорович
32. Березанський Максим Дмитрович
33. Березенко Владислав Леонідович
34. Березенський Валентин Валентинович
35. Березенський Дмитро Ярославович
36. Березенський Максим Дмитрович
37. Березівський Микола Андрійович[17]
38. Березій Назарій[18]
39. Березін Віталій Сергійович
40. Березневич Олександр Миколайович
41. Березницька Алла Геннадіївна
42. Березов Ярослав Миколайович[19]
43. Березовий Микола Вікторович
44. Березовський Олег Володимирович
45. Березюк Сергій Леонідович
46. Березюк Тарас Зеновійович
47. Берендеєв Андрій Михайлович
48. Берест Андрій Миколайович
49. Берестенко Ігор Петрович
50. Берещук Олександр Васильович[20]
51. Беріна Олена Віталіївна
52. Беркаль Кирило Олександрович
53. Беркут Ельдар Петрович
54. Берлізєв Дмитро Валерійович[20]
55. Бернадський Олег Дмитрович
56. Бернадський Сергій Олександрович
57. Бернацький Андрій Євгенович
58. Бернацький Олексій Петрович
59. Берсан Сергій Сергійович
60. Берташ Віталій Андрійович
61. Берташ Іван Русланович
62. Берчак Іван Васильович
63. Берченко Іван Вікторович
64. Беседа Владислав Леонідович
65. Беседівський Олександр Сергійович
66. Беспалий Роман Володимирович
67. Беспалов Андрій Іванович
68. Беспалько Олександр Сергійович
69. Бессараб Костянтин Миколайович
70. Бестільний Руслан Олегович
71. Бехтер Володимир Сергійович
72. Беца Ігор Миколайович
73. Бешеля Михайло Георгійович
74. Бешені Євген Сергійович
75. Бєгіу Денис Олександрович
76. Бєднов Олександр Олександрович
77. Бєлий Олександр Іванович
78. Бєлий Сергій Сергійович
79. Бєлік Станіслав Геннадійович
80. Бєліков Віталій Миколайович
81. Бєліков Дмитро Вікторович
82. Бєлкін Андрій Володимирович
83. Бєлкін Сергій Андрійович
84. Бєлорус Владислав Вікторович
85. Бєлоус Андрій Анатолійович
86. Бєлоус Ігор Олегович
87. Бєлоус Сергій[21]
88. Бєлофастов Геннадій Миколайович
89. Бєлошицький Ігор Анатолійович
90. Бєлюга Євген Сергійович
91. Бєляєв Євген Ігорович
92. Бєляєв Іван Анатолійович
93. Бєляєв Іван Олександрович
94. Бєляєва Ганна Валеріївна
95. Бєлий Кирило Вадимович
96. Берьозкін Дмитро Юрійович
97. Бєсов Олександр Олександрович
98. Бжостовський Ігор Євгенович
99. Бик Іван Васильович
100. Биков Олег Володимирович
101. Биковський Кирило Сергійович
102. Било Андрій Петрович
103. Било Ярослав Михайлович
104. Бирковський Сергій Миколайович
105. Бирченко Денис Євгенійович
106. Бирченко Олег Вікторович
107. Битко Олександр Віталійович
108. Биховець Олег Вікторович
109. Биць Дмитро Святославович
110. Биченко Павло Миколайович
111. Бичко Владислав Борисович
112. Бичко Олександр Михайлович
113. Бичко Олексій[22]
114. Бичовий Олександр Григорович[23]
115. Бишевський Олег Владиленович
116. Біба Роберт Віталійович
117. Бібік Жасміна Михайлівна
118. Бігвава Тельман Бадрієвич
119. Бігняк Руслан Володимирович
120. Бігус Богдан Дмитрович
121. Біда Євген Миколайович
122. Бідіний Ігор Михайлович
123. Бідняк Іван Олександрович
124. Біжан Геннадій Олександрович
125. Бікерський Андрій Валерійович
126. Бікмурзін Олександр Олександрович
127. Бікчантаєв Олександр Борисович

## Біл— Бль
1. Білак Василь В'ячеславович
2. Білак Василь Михайлович
3. Білан Іван Станіславович
4. Білан Олександр Миколайович
5. Білан Руслан Миколайович
6. Білас Петро[24]
7. Білаш Євген Іванович
8. Білаш Костянтин Анатолійович
9. Білаш Олександр Сергійович
10. Білевич Ігор Володимирович
11. Біленко Григорій Миколайович
12. Біленко Руслан Анатолійович
13. Біленко Сергій Анатолійович
14. Біленко Сергій Сергійович
15. Біленький Віктор Андрійович
16. Біленький Тарас Ярославович
17. Білетін Олексій Андрійович
18. Білець Петро Васильович
19. Білецька-Шелест Наталія Володимирівна
20. Білецький Андрій Євгенійович
21. Білецький Валентин Леонідович
22. Білецький Василь[25]
23. Білецький Дмитро Юрійович
24. Білецький Іван Юрійович
25. Білецький Ігор Валентинович
26. Білецький Юрій Євгенійович
27. Білий Андрій Іванович
28. Білий Андрій Сергійович
29. Білий Василь Іванович
30. Білий Владислав Сергійович
31. Білий Денис Анатолійович
32. Білий Максим Олегович
33. Білий Сергій Миколайович
34. Білик Андрій Богданович
35. Білик Василь Степанович
36. Білик Володимир Володимирович
37. Білик Всеволод Георгійович
38. Білик Денис Сергійович
39. Білик Ігор Богданович[26]

1. Білик Ігор Вікторович
2. Білик Ігор Зіновійович
3. Білик Микола Миколайович
4. Білик Тарас Сергійович
5. Білик Юрій Володимирович
6. Білик Юрій Михайлович
7. Білинський Ярослав Миколайович
8. Білік Павло Пентелейович
9. Білінський Зорян Михайлович
10. Білітюк Василь Васильович
11. Біліченко Геннадій Васильович
12. Білобородченко Андрій Володимирович
13. Білобородько Олександр Вікторович
14. Білобров Андрій Олександрович
15. Білобров Юрій Вікторович
16. Білобрюхов Роман Валерійович
17. Біловоленко Олександр Анатолійович
18. Білодід Валентин Валентинович
19. Білокобильський Сергій Михайлович
20. Білоконь Максим Віталійович
21. Білоконь Олександр Вікторович
22. Білоконь Олександр Геннадійович
23. Білокуров Олександр Сергійович
24. Білоус Анатолій Анатолійович
25. Білоус Андрій Михайлович
26. Білоус Валерій Миколайович
27. Білоус Микола Олександрович
28. Білоус Олександр Анатолійович
29. Білоус Олександр Васильович
30. Білоус Олександр Севаст'янович
31. Білоус Павло Віталійович
32. Білоус Павло Леонідович
33. Білоус Руслан Олександрович
34. Білоус Сергій Васильович
35. Білоус Сергій Степанович
36. Білоус Ярослав Валерійович
37. Білоусов Микола Юрійович
38. Білоушенко Сергій Олександрович
39. Білоцький Віктор Лінусович
40. Білоцький Володимир Броніславович
41. Білошицький Дмитро Васильович
42. Білошицький Сергій Васильович
43. Білошкурський Валентин Васильович
44. Білуха Кирило Дмитрович
45. Білюк Даниіл Сергійович
46. Білявський Дмитро Сергійович
47. Біляєв Сергій Євгенович
48. Біляєв Юрій[27]
49. Біляшевич Олександр Степанович
50. Білько Віталій Олексійович
51. Більченко Андрій Григорович
52. Більченко Вадим Анатолійович
53. Білявський Денис Георгійович
54. Біндас Сергій Григорійович
55. Біркун Єгор Олександрович
56. Бірюк В'ячеслав Миколайович
57. Бірюк Дмитро Львович
58. Бірюк Олег Миколайович
59. Бірюков Вадим[21]
60. Бірюков В'ячеслав Васильович
61. Бірюков Євген Андрійович
62. Бірюков Костянтин Вікторович
63. Бірюков Микола Валерійович
64. Бірюков Олександр Степанович
65. Бірюков Роман Ростиславович
66. Бісага Володимир Володимирович[28]
67. Бішінтєєв Андрій Володимирович
68. Благовісний Вадим Андрійович
69. Благовісний Віталій Павлович
70. Блажин Степан Миколайович
71. Блажко Віталій Олегович
72. Блажко Володимир Олексійович
73. Блажко Роман Вікторович
74. Блажко Ярослав Олександрович
75. Блануца Олег Олександрович
76. Вілфрід Блеріо
77. Блецко Михайло[29]
78. Близнюк Арсен Васильович
79. Близнюк Богдан Степанович
80. Близнюк Володимир Володимирович
81. Близнюк Олександр Олександрович
82. Близнюк Сергій Юрійович
83. Блинза Вадим Сергійович
84. Блинков Вадим Юрійович
85. Блищик Анастасія Сергіївна
86. Блищик Вадим Адамович
87. Блінков Ігор Юрійович
88. Блінов Владислав Євгенович
89. Блінов Сергій Миколайович
90. Блішун Юрій Володимирович
91. Блозва Костянтин Васильович
92. Блоха Володимир Петрович
93. Блоха Олег Дмитрович
94. Блоха Юрій Ігорович
95. Бльох Кирило Володимирович
96. Блюд Сергій Васильович
97. Блюс Олег Миколайович

## Боб— Бом
1. Бобанич Тарас Миколайович
2. Бобейко Богдан Сергійович
3. Боберський Володимир Семенович
4. Бобир Ярослав Олексійович
5. Бобков Дмитро Анатолійович
6. Бобок Валерій Володимирович
7. Бобок Володимир Анатолійович
8. Бобок Олександр Миколайович
9. Бобуров Руслан Юрійович
10. Бобрівник Вадим Володимирович
11. Бобрицький Павло Сергійович
12. Бова Богдан Станіславович
13. Бова Євгеній Петрович
14. Бовгиря Юрій Олексійович
15. Бовсуновський Сергій Володимирович
16. Богатиренко Владислав Миколайович
17. Богатенко Сергій Олександрович
18. Богатир Роман Вікторович
19. Богатирьов Сергій Олександрович
20. Богач Василь Володимирович
21. Богачов Дмитро Іванович
22. Богачов Олег Олексійович
23. Богаш Роман Михайлович
24. Богдан Олег Володимирович
25. Богданець Микола Васильович
26. Богданов Богдан Олександрович[2]
27. Богданов Денис Матвійович
28. Богданов Ілля Олександрович
29. Богданов Максим Володимирович
30. Богданов Олександр Юрійович
31. Богдашкин Артур Володимирович
32. Боголюб Дмитро Вікторович
33. Боголюбський Микола Андрійович
34. Богомаз Анатолій Анатолійович
35. Богородський Максим Михайлович
36. Богославський Артем Олександрович
37. Богун Юрій Олександрович
38. Богуславський Данило Ярославович
39. Богуславський Олексій Ігорович
40. Богуш Андрій Васильович
41. Богуш Олексій Анатолійович
42. Богучаров В'ячеслав Вікторович
43. Бодак Любомир Емільович
44. Бодасюк Віктор Олегович
45. Боднар Вадим Олександрович
46. Боднар Василь Федорович
47. Боднар Володимир Володимирович
48. Боднар Максим Володимирович
49. Боднар Роман Адамович
50. Боднар Петро Степанович
51. Боднар Руслан Ярославович
52. Боднар Сергій Володимирович
53. Боднар Юрій Васильович (військовик)
54. Бодячук Василь Ярославович
55. Бойчук Олександр В'ячеславович
56. Бондаренко Владислав Олексійович
57. Бондарєв Антон Олексійович
58. Боднарчук Андрій Богданович
59. Боднарюк Олександр Васильович
60. Бодня Ігор Анатолійович
61. Бодняк Назарій Васильович
62. Бодрухін Володимир Анатолійович
63. Бодун Всеволод Ростиславович
64. Бодько Максим Миколайович
65. Бодяк Андрій Олександрович
66. Бодяк Богдан Русланович
67. Бодяк Максим Андрійович
68. Боєчко Василь Васильович
69. Боєчко Олег Михайлович
70. Божек Олександр Олександрович
71. Божко Андрій Валерійович
72. Божко Сергій Віталійович
73. Божок Андрій Михайлович
74. Божок Василь Миколайович
75. Божук Андрій Васильович
76. Боіштян Дмитро Валерійович
77. Боїшко Богдан Миколайович
78. Бойда Богдан Віталійович
79. Бойко Андрій Миколайович
80. Бойко Андрій Юрійович
81. Бойко Аркадій Єльсеварович
82. Бойко Валентин Анатолійович
83. Бойко Віктор Анатолійович
84. Бойко Віктор Валерійович (військовик)
85. Бойко Віктор Миколайович
86. Бойко Віктор Михайлович
87. Бойко Віталій Васильович
88. Бойко Владислав Вікторович
89. Бойко Володимир Васильович
90. Бойко Володимир Васильович (солдат)
91. Бойко Володимир Павлович
92. Бойко Володимир Станіславович
93. Бойко Володимир Степанович
94. Бойко Дмитро Романович
95. Бойко Ігор Дмитрович
96. Бойко Ігор Миколайович
97. Бойко Микола Юрійович
98. Бойко Михайло Юрійович
99. Бойко Наталія[30]
100. Бойко Олег Володимирович
101. Бойко Олег Олегович
102. Бойко Олег Петрович
103. Бойко Олександр Борисович
104. Бойко Олександр В'ячеславович
105. Бойко Олександр Іванович
106. Бойко Олександр Олександрович
107. Бойко Олександр Сергійович[2]
108. Бойко Олексій Леонідович[2]
109. Бойко Олексій Миколайович
110. Бойко Петро Леонідович
111. Бойко Роман Вікторович
112. Бойко Роман Ярославович
113. Бойко Сергій Володимирович
114. Бойко Сергій Олександрович
115. Бойко Юрій Миколайович
116. Бойко Ярослав Ярославович
117. Бойцов Олег Леонідович
118. Бойченко Антон Юрійович
119. Бойченко Василь Юрійович
120. Бойченко Геннадій Васильович
121. Бойченко Євген Володимирович
122. Бойченко Микола Володимирович
123. Бойченко Михайло Сергійович
124. Бойчун Юрій Олександрович
125. Бокій Віктор Григорович
126. Бокоч Олег Степанович
127. Болдирєв Олексій Вікторович
128. Болехан Володимир Михайлович
129. Болєщук Володимир Михайлович
130. Болобан Олександр Іванович
131. Болотов Іван[31]
132. Болотов Михайло Миколайович
133. Болтушенко Андрій Володимирович
134. Болтян Денис Володимирович
135. Болюх Віталій[32]
136. Бомбела Владислав Олександрович
137. Бомко Микола Дмитрович

## Бон— Боя
1. Бондар Андрій Андрійович
2. Бондар Богдан Павлович
3. Бондар Вадим Дмитрович
4. Бондар Василь Васильович (військовик)
5. Бондар Віктор Миколайович
6. Бондар Віктор Степанович
7. Бондар В'ячеслав Іванович
8. Бондар Євген Володимирович
9. Бондар Євген Іванович
10. Бондар Костянтин Юрійович
11. Бондар Леонід[33]
12. Бондар Максим Сергійович
13. Бондар Михайло Леонтійович
14. Бондар Олександр Борисович
15. Бондар Олександр Васильович
16. Бондар Олександр Вікторович
17. Бондар Олександр Володимирович
18. Бондар Олександр Петрович
19. Бондар Руслан Васильович
20. Бондар Юрій Леонідович
21. Бондар Ярослав Володимирович
22. Бондаренко Анатолій Анатолійович
23. Бондаренко Анатолій Григорович
24. Бондаренко Андрій Андрійович
25. Бондаренко Андрій Олександрович
26. Бондаренко Артем
27. Бондаренко Артем Анатолійович
28. Бондаренко Артем Ігорович
29. Бондаренко Вадим Дмитрович
30. Бондаренко Вадим Олександрович
31. Бондаренко Валерій Миколайович
32. Бондаренко Віталій Юрійович
33. Бондаренко Владислав Петрович[34]
34. Бондаренко Володимир Анатолійович
35. Бондаренко Володимир Олександрович
36. Бондаренко Денис Олександрович
37. Бондаренко Євгеній Васильович[35]
38. Бондаренко Микола Андрійович
39. Бондаренко Микола Миколайович (прапорщик)
40. Бондаренко Микола Миколайович (військовик)
41. Бондаренко Микола Павлович
42. Бондаренко Михайло Павлович
43. Бондаренко Олег Володимирович
44. Бондаренко Олег Григорович
45. Бондаренко Олександр Валерійович
46. Бондаренко Олександр Миколайович (капітан)
47. Бондаренко Олександр Миколайович (солдат)
48. Бондаренко Олександр Михайлович (журналіст)
49. Бондаренко Олександр Сергійович
50. Бондаренко Олександр Юрійович[36]
51. Бондаренко Олексій Васильович
52. Бондаренко Павло Васильович
53. Бондаренко Павло Сергійович
54. Бондаренко Руслан Анатолійович
55. Бондаренко Руслан Станіславович
56. Бондаренко Сергій Миколайович (військовик)
57. Бондаренко Сергій  Юрійович[2]
58. ‎Бондаренко Юрій Володимирович
59. Бондаренко Юрій Сергійович
60. Бондарєв Артем Юрійович
61. Бондарєв Тімур Володимирович
62. Бондарович Дмитро Ярославович
63. Бондарчук Веніамін
64. Бондарук Віталій Анатолійович
65. Бондарук Микола Петрович
66. Бондарчук Богдан Анатолійович
67. Бондарчук Дмитро Леонідович
68. Бондарчук Іван Леонідович
69. Бондарчук Олег Вікторович
70. Бондарчук Сергій Георгійович
71. Бондарь Микола Сергійович
72. Бондарюк Володимир Володимирович
73. Бондарь Сергій Анатолійович
74. Бонцевич Сергій Степанович
75. Боняківський Валерій Євгенович
76. Борденюк Борис Борисович
77. Бордун Любомир Бориславович
78. Бордун Олексій Станіславович
79. Бордусь Максим
80. Бордюг Олександр Васильович
81. Бордюгов Павло Григорович[2]
82. Борейчук Ігор Юрійович
83. Боренко Віктор Сергійович
84. Боренко Роман Васильович
85. Боржовський Вадим Олександрович
86. Борис Ігор Володимирович
87. Борис Ігор Петрович
88. Борис Олександр Олександрович
89. Борис Степан Іванович[37]
90. Борисевич Василь Васильович
91. Борисенко Андрій Юрійович
92. Борисенко Антон Володимирович
93. Борисенко Володимир Володимирович
94. Борисенко Максим Вячеславович
95. Борисенко Михайло Віталійович
96. Борисенко Олександр Олегович
97. Борисенко Олександр Сергійович
98. Борисенко Сергій Юрійович
99. Борисенко Тетяна Григорівна
100. Борисенков Віктор Олександрович
101. Бориславський Вадим Петрович
102. Борисов Андрій Євгенович
103. Борисов Артур Володимирович
104. Борисов Володимир Володимирович
105. Борисов Євген Євгенович
106. Борисов Євген Михайлович
107. Борисовський Богдан Вадимович
108. Борисовський Олександр Степанович
109. Борисюк Костянтин Валерійович
110. Борищак Олексій Андрійович
111. Борматов Сергій Валерійович
112. Боровець Андрій Олександрович
113. Боровик Дмитро Олексійович
114. Боровик Микола Олексійович
115. Боровик Олексій Вікторович
116. Боровик Руслан Анатолійович
117. Боровик Юрій Володимирович[38].
118. Боровицький Назар Богданович
119. Боровков Тарас Ігорович
120. Боровньов Роман Валентинович
121. Бородавка Володимир Володимирович
122. Бородавка Віталій Олександрович
123. Бородавка Сергій Олександрович
124. Бородай Олександр Леонідович
125. Бородай Сергій Юрійович
126. Бороденко Алім Миколайович
127. Бороденчик Віталій Юрійович
128. Бородін Андрій Юрійович
129. Бородкін Валентин Сергійович
130. Борозенець Дмитро Анатолійович
131. Борсук Іван Іванович
132. Борсук Іван Михайлович
133. Бортник Дмитро Валерійович
134. Бортник Олександр Сергійович
135. Бортницька Лариса Володимирівна
136. Борух Василь Степанович
137. Борушевський Олександр Станіславович
138. Борущак Роман Ігорович
139. Боруца Марія
140. Борцов Руслан Володимирович
141. Боршуляк Олександр Володимирович
142. Борщ Вадим Валентинович
143. Борщ Віталій Володимирович
144. Борщ Микола Миколайович
145. Борщ Олександр Миколайович
146. Борщ Олександр Юрійович
147. Борщ Роман Дмитрович
148. Борщенко Іван
149. Борщук Владислав Сергійович
150. Босакевич Андрій Володимирович
151. Босий Дмитро Володимирович
152. Босий Олександр Любомирович
153. Босий Петро Вікторович
154. Боско Валентин Анатолійович
155. Бостан Олександр Георгійович
156. Босюк Дмитро Павлович
157. Босюков Андрій Ігорович
158. Ботвинник Богдан Ігорович
159. Бохнак Антон Іванович
160. Бохнак Володимир Михайлович
161. Бохов Віталій Антонович
162. Бохонок Віталій Володимирович
163. Бохончик Олександр Володимирович
164. Бохонько Сергій Сергійович
165. Боцюн Олександр Романович
166. Бочарніков Валерій Володимирович
167. Бочаров Денис Олександрович
168. Бочаров Ігор Віталійович
169. Бочаров Роман Олександрович
170. Бочек Юрій Вікторович[39]
171. Бочкар Віталій Вікторович
172. Бошняк Віктор Вікторович
173. Боштан Юрій Анатолійович
174. Бояновська Юлія Ігорівна
175. Боярчук Денис Сергійович

## Бра— Бую
1. Брагарник Микола Петрович
2. Брайченко Олег Віталійович
3. Бражник Володимир Анатолійович
4. Бражнюк Віктор Михайлович
5. Браницький Дмитро Олегович
6. Брановицький Ігор Євгенович
7. Браниш Сергій Володимирович
8. Братасюк Михайло[40]
9. Братащук Андрій Михайлович
10. Братко Олег Анатолійович
11. Братців Володимир Іванович
12. Братчук Олександр Петрович
13. Браух Андрій Васильович
14. Брах Євген Олександрович
15. Брацлавський Віктор Олександрович
16. Бредюк Олександр Іванович
17. Брезгун Павло Іванович
18. Брезіцький Віктор Лук'янович
19. Бреус Сергій Олександрович
20. Брехаря Юрій Валентинович
21. Брецко Ярослав Ярославович
22. Брешинський Володимир Олегович
23. Бригинець Олександр Валентинович
24. Бригинець Ярослав Олександрович
25. Бригінець Віктор Михайлович
26. Бригінець Олександр Вікторович
27. Брижак Володимир Олександрович
28. Брижатий Андрій Миколайович
29. Брижинський Дмитро Володимирович
30. Бризгайло Сергій Володимирович
31. Брик Дмитро Юрійович
32. Брикайло Сергій Олександрович
33. Бринжала Олександр Петрович
34. Бринза Віталій Миколайович
35. Бринський Остап Богданович
36. Брисенко Богдан Миколайович
37. Брисюк Микола Миколайович
38. Бритвенко Максим[4]
39. Бритковський Михайло Ігорович
40. Бричка Віталій Вікторович
41. Бричук Олександр Васильович
42. Брігов Андрій Олегович
43. Брова Валентин Віталійович
44. Бровінський Андрій Анатолійович
45. Бровчук Ростислав Васильович
46. Брода Володимир Орестович
47. Бродніков Герман Миколайович
48. Бродовський Богдан Віталійович
49. Бродяк Степан Миколайович
50. Брожко Володимир Сергійович
51. Бронніков Олександр Олександрович
52. Брочковський Микола Олегович
53. Бруй Денис Вадимович
54. Бруй Микола Віталійович
55. Брус Тарас Романович
56. Бруска Сергій Анатолійович
57. Бруховський Олег Олегович
58. Брюханов Богдан Андрійович
59. Брюхов Микола Григорович
60. Брюховець Павло Євгенович
61. Бубельцов Максим Юрійович
62. Бубенко Роман Васильович
63. Бубенчик Іван Петрович
64. Бубир Віктор Васильович
65. Бублик Дмитро Вячеславович
66. Бублик Євген Олександрович
67. Бублик Олександр Сергійович
68. Бублієнко Роман Володимирович
69. Бублій Ростислав Володимирович[41]
70. Бублій Сергій[22]
71. Бувалкін Владислав Віталійович
72. Бугайов Юрій Сергійович
73. Бугайський Павло Віталійович
74. Бугайцов Сергій Васильович
75. Бугайчук В'ячеслав Віталійович
76. Бугайчук Людмила Миколаївна
77. Бугайчук Сергій Анатолійович
78. Бугар Сергій Сергійович
79. Бугель Максим Анатолійович
80. Бугина Іван Михайлович
81. Бугрим Дмитро Олексійович
82. Бугрим Олександр Васильович
83. Бугрій Сергій Євгенійович
84. Бугрім Олег Русланович
85. Бугров Сергій[42]
86. Бугровенко Андрій Євгенович
87. Бугровенко Сергій Вікторович
88. Будейчук Михайло[21]
89. Буджак Роман Андрійович[36]
90. Будз Дмитро Миколайович
91. Будз Микола Юрійович
92. Будзило Юрій Олександрович
93. Будзінський Богдан Сергійович
94. Будко Валерій Вікторович
95. Буднік Максим В'ячеславович
96. Буднік Олександр Олександрович
97. Будніков Анатолій Миколайович
98. Будько Олександр (спортсмен)
99. Бузейніков Сергій Миколайович
100. Бузурний Сергій Семенович
101. Будько Олександр Анатолійович
102. Будько Олександр Юрійович
103. Бузейніков Сергій Миколайович
104. Бузенко Володимир Петрович
105. Бузуляк Анатолій Віталійович
106. Буйвал Дмитро Володимирович
107. Буйвало Олександр Миколайович
108. Буйлук Анатолій Андрійович
109. Буйна Тарас Йосипович
110. Буйновський Ігор Анатолійович
111. Букаєв В'ячеслав Володимирович
112. Букало Роман Сергійович
113. Букарьов Дмитро Євгенович
114. Букін Андрій Васильович
115. Булавенко Віктор Олександрович
116. Булавін Михайло Євгенович
117. Булавка Микола Володимирович
118. Булак Павло Михайлович
119. Буланий Ілля Андрійович
120. Буланов Володимир Олексійович
121. Булат Ярослав Олександрович
122. Булатов Дмитро Сергійович
123. Булатов Олег Геннадійович
124. Булах Наталія Вікторівна
125. Булах Олександр Вікторович
126. Булацик Євген Богданович
127. Булачок Дмитро Сергійович
128. Булаш Артем Сергійович
129. Булгаков Сергій Юрійович
130. Булига Іван Васильович
131. Булига Роман Іванович
132. Булига-Мушинський Володимир Миколайович
133. Булигін Максим Віталійович
134. Буліченко Володимир Володимирович
135. Бульба Володимир Борисович
136. Бульдович Сергій Іванович
137. Бумазюк Павло Петрович
138. Бумба Василь Михайлович
139. Бумбак Іван Васильович
140. Бундзяк Іван Іванович
141. Бунін Юрій Володимирович
142. Бунчиков Віталій Вікторович
143. Бунчук Микола Олегович
144. Бунятов Станіслав Станіславович
145. Бунька Назар Михайлович
146. Буравчиков Олексій Юрійович
147. Бураков Олег Андрійович
148. Буран Андрій Володимирович
149. Бурба Василь Васильович
150. Бурба Євген Володимирович
151. Бурбига Сергій Андрійович
152. Бургарт Олександра Олександрівна
153. Бургеля Ігор Валентинович
154. Бургомістренко Анатолій Іванович
155. Бурда Максим Едуардович
156. Бурда Олег Вікторович
157. Бурдейний Кирил Олександрович
158. Бурденюк Віталій Анатолійович
159. Бурдюжа Тетяна Валеріївна
160. Бурдяк Юрій Васильович
161. Буренко Дмитро Сергійович
162. Буренко Ігор Станіславович
163. Бурик Роман Орестович
164. Бурима Віталій Олексійович
165. Буринський Олександр Вікторович
166. Бурка Віктор Павлович
167. Буркавцов Володимир Володимирович
168. Буркеня Артем Сергійович
169. Бурківський Сергій Васильович
170. Бурко Євген Володимирович
171. Бурковський Віталій Олексійович
172. Бурковський Сергій Вікторович
173. Бурлак Микола Михайлович
174. Бурлака Іван Володимирович
175. Бурлака Олег Анатолійович
176. Бурлака Сергій Вікторович
177. Бурлаков Дмитро Дмитрович
178. Бурлакова Валерія Ігорівна
179. Бурмецький Олександр Васильович
180. Бурмеч Василь Васильович
181. Бурчак Андрій Петрович
182. Буря Антон Олегович
183. Буряк Анатолій Миколайович
184. Буряк Григорій Григорович
185. Буряк Данило Олексійович
186. Буряк Олексій Костянтинович
187. Буряк Ярослав Ярославович
188. Буряковський Олексій Анатолійович
189. Бусень Олег Петрович
190. Бусигін Євген Андрійович
191. Буслаєв Олексій Георгійович
192. Бусло Руслан Віталійович
193. Бусько Олександр Юрійович
194. Бутенко Андрій Іванович
195. Бутенко Микола Валерійович
196. Бутенко Сергій Миколайович
197. Бутим Іван Іванович
198. Бутирін Антон Володимирович
199. Буткалюк В'ячеслав Анатолійович
200. Бутко Роман Анатолійович
201. Бутницький Максим Олександрович
202. Бутніцький Олег Олександрович
203. Бутолін Максим Сергійович
204. Бутрик Віктор Іванович
205. Бутрин Ігор Богданович
206. Бутусін Леонід Олегович
207. Бутусін Роман Олегович
208. Бутусов Юрій Юрійович
209. Бухало Андрій Володимирович
210. Бухало Денис Сергійович
211. Буша Костянтин Олександрович
212. Бушнін Євген Валерійович
213. Буюкка Сергій Сергійович
214. Бут Дмитро Михайлович
215. Буткевич Максим Олександрович
216. Бухало Дмитро Валерійович
217. Бучак Андрій[43]
218. Бучичев Євген Миколайович
219. Бущук Іван Олександрович
220. Буяло Олег Юрійович